# Oeceoclades hebdingiana
Oeceoclades hebdingiana là một loài thực vật có hoa trong họ Lan. Loài này được (Guillaumin) Garay & P.Taylor mô tả khoa học đầu tiên năm 1976.